# Lars Carpens
Lars Carpens (født 10. maj 1952 i Gentofte)  er en dansk økonom og politiker, der er byrådsmedlem i Furesø Kommune og tidligere borgmester i Farum Kommune fra 2002 til 2006, valgt for Venstre.
Lars Carpens blev uddannet cand.polit. fra Københavns Universitet i 1976 og har arbejdet for Undervisningsministeriet, Mærsk Data og it-firmaet Steria.
Han har boet i Farum siden 1974.
Lars Carpens blev medlem af Farum Byråd første gang i 1992 og sad frem til 1998. Han blev atter indvalgt i 2002 og har været medlem af Furesø Byråd siden kommunalreformen. Han overtog borgmesterposten i maj 2002, da byrådet afsatte Peter Brixtofte. Fra 2009 til 2013 repræsenterede han lokallisten Fokuslisten, men vendte siden tilbage til Venstre.